# Departamento Sargento Cabral
Sargento Cabral es un departamento en la provincia del Chaco, Argentina.

## Superficie y límites
El departamento tiene una superficie de 1651 km² y limita al norte con el departamento Libertador General San Martín, al este con el departamento 1.º de Mayo, al sudeste con el departamento General Donovan, al sur con el departamento Presidencia de la Plaza y al oeste con el departamento 25 de Mayo.

## Población
Según el censo de 2010, la población del departamento era de 15 727 habitantes.